# Aedes tsiliensis
Aedes tsiliensis är en tvåvingeart som beskrevs av King och Harry Hoogstraal 1946. Aedes tsiliensis ingår i släktet Aedes och familjen stickmyggor. Inga underarter finns listade i Catalogue of Life.